# Gorgasia naeocepaea
Gorgasia naeocepaea is een straalvinnige vissensoort uit de familie van de zeepalingen (Congridae). De wetenschappelijke naam van de soort is voor het eerst geldig gepubliceerd in 1951 door Böhlke.